# Temple mormon de Columbus
Le temple mormon de Columbus est un temple de l'Église de Jésus-Christ des saints des derniers jours situé à Columbus dans l'Ohio, aux États-Unis. Il a été inauguré le 4 septembre 1999.